# Nhà thờ Thánh Paraskevi, Radruż
Nhà thờ Thánh Paraskevi ở Radruż - một nhà thờ bằng gỗ theo kiến trúc Gô-tích (Gothic hay Gothique) nằm ở làng Radruż từ thế kỷ XVI, cùng với các tserkvas khác được chỉ định là một phần của tserkvas của UNESCO ở vùng Carpathian ở Ba Lan và Ukraine.
Tserkva thuộc về lối kiến trúc tserkvas bằng gỗ được bảo tồn tốt nhất và lâu đời nhất ở Ba Lan. Tserkava nằm trong danh sách các công trình xứng đáng được bảo tồn và hỗ trợ tài chính của Quỹ Di Tích Thế Giới (World Monument Fund - WMF).
Tserkva nằm trên một ngọn đồi hình trái xoan, cạnh dòng suối Radrużka và cùng với tháp chuông được bao quanh bởi một bức tường (tồn tại từ năm 1825) có cấu trúc kiên cố. Cấu trúc của tserkva được dựng từ các khung làm bằng gỗ linh sam và gỗ sồi. Rất có khả năng nhà thờ được tài trợ bởi Phó chủ tịch Hạ viện Ba Lan (posel Sejm), và Trưởng lão (starosta) Jan Płaza (mất năm 1599). Ngoài việc sử dụng cho các mục đích phục vụ tôn giáo, tserkva cũng được sử dụng như một pháo đài chống lại sự xâm lăng của người Tatar.